# Stjepan Buzolić
Stjepan Buzolić (5. listopada 1830. – 1894.) svećenik, književnik, prevoditelj (prevodio je Danteovu Božanstvenu komediju) i pedagog. 

Prvi ravnatelj Učiteljske škole u Arbanasima. Borac protiv talijanaša, a za sjedinjenje Dalmacije s Hrvatskom; preporoditelj hrvatskih pučkih škola u Dalmaciji, član Hrvatskog pedagogičko-književnog sbora.
Prvotno je bio članom Narodne hrvatske stranke. Nakon tiskanja novih čitanaka u za osnovne škole u Dalmaciji u kojima su austrijske vlasti planski izostavile hrvatsko i srpsko ime (pod izlikom izbjegavanja hrvatsko-srpskog nacionalnog trvenja), htjedovši od udžbenika napraviti anacionalno nastavno sredstvo, dalmatinski su učitelji reagirali kritikama, pri čemu se istakao Petar Kuničić tekstom u Narodnom listu. 1892. stvar je došla do Dalmatinskog sabora. Narodna hrvatska stranka, iako većinska, nije donijela zaključak o osudi anacionalnih članaka i režimske odgojne politike, unatoč zahtjevima hrvatskih zastupnika. Zbog takve podložničke, sluganske i slabićke politike Narodne hrvatske stranke, Stjepan Buzolić s još petoricom stranačkih kolega napustio je stranku (Josip Paštrović, Juraj Biankini, Josip Virgil Perić, Kažimir Ljubić i Mate Šarić) i oni su osnovali saborski Hrvatski klub. Dvije godine poslije, 1894. pridružili su se Stranci prava.